# 賽義德·穆罕默德·易卜拉欣
賽義德·穆罕默德·易卜拉欣（1949年10月4日—）是孟加拉政治家和孟加拉陸軍退役少將。他曾擔任考克斯巴扎爾-1的議會議員。他是孟加拉國卡利安黨的創始人。由於他在孟加拉國解放戰爭期間的英勇表現，他被授予孟加拉第四次軍事人員最高英勇獎“Bir Protik”。

## 職業生涯
易卜拉欣於1970年1月加入巴基斯坦軍事學院，是第四位獲得最高英勇榮譽劍獎的孟加拉人，並在巴基斯坦陸軍步兵軍東孟加拉團服役。1970年9月，他在入伍期間被评为班上最優秀的學員。作為第二東孟加拉團的軍官，他參加了孟加拉國解放戰爭，並在1971年3月26日至1971年12月16日整個期間作戰。榮獲Bir Protik英勇獎。2005年孟加拉國賈馬圖爾聖戰者發生爆炸事件後，孟加拉國民族主義黨政府部長阿米爾·哈斯魯·馬哈茂德·喬杜里向他諮詢。他認為孟加拉國賈馬圖爾聖戰者並不強大，爆炸事件是對政府的報復。
後來易卜拉欣成為一個名為穆拉納·巴薩尼基金會的非政治志願組織的主席。2007年12月，在2006-2008年孟加拉政治危機期間，他成立了一個名為「孟加拉國卡利安黨」的新政黨。他的政黨於2008年加入卡邁勒·侯賽因領導的民族統一戰線。2015年12月5日，他再次被當選為該黨主席。他的政黨是孟加拉國民族主義黨領導的二十黨聯盟的成員。2015年12月16日，由于他被拉入黑名单，特別安全部隊阻止他進入總統府參加勝利日慶祝活動，這是自1980年以來他第一次不被允許參加總統府的慶祝活動。
易卜拉欣是一位多產且有影響力的作家和演說家。他為達卡主要報紙和《PROBE》周刊撰寫不定期但頻繁的專欄。他的黨委書記MM·阿米努爾·拉赫曼於2017年8月27日從達卡失蹤。
伊布拉欣於2024年1月7日作為孟加拉國卡利安黨候選人當選為議會議員。他獲得了81,955票，而他最接近的競爭對手賈法爾·阿拉姆獲得了52,896票。賈法爾·阿拉姆指責孟加拉國邊防衛隊和情報機構操縱了這次投票，以支持易卜拉欣。